# 왕립공군 제303편대
왕립공군 제303편대(영어: No. 303 Squadron RAF, 폴란드어: 303 Dywizjon Myśliwski) 또는 제303 타데우츠 코시치우슈코 바르샤바 전투기 편대(영어: 303rd "Tadeusz Kościuszko Warsaw" Fighter Squadron)는 제2차 세계 대전 당시 영국 공군에 복무 중인 16개의 폴란드 편대 중 제302편대와 함께 영국 본토 항공전에 참전한 2개의 폴란드 편대 중 하나였다. 호커 허리케인을 조종하며, 제303편대는 영국 본토 항공전이 시작되기 두 달 전에 참여했음에도, 그 전투에 참전한 66개의 연합국 전투기 편대 중 가장 많이 적기를 격추했다.
제303편대는 1940년 7월 잉글랜드 블랙풀에 창립되었으며, 8월 2일 영국과 폴란드 망명 정부 사이의 협정을 통해 RAF 노설트로 파견되었다. 제303편대는 1946년 12월 해체되었다.

영국 본토 항공전의 지휘관이었던 휴 다우딩은 "폴란드 비행대대의 훌륭한 실력과 타의 추종을 불허하는 용맹함이 없었다면, (영국) 전투의 결과가 똑같았을 것이라고 말하기가 망설여진다."라고 평가했다.

## 같이 보기
- 영국 본토 항공전
- 폴란드 서부군

### 내용주
1. ↑  폴란드어: "303 Dywizjon Myśliwski „Warszawski im. Tadeusza Kościuszki", 약칭 Dywizjon 303